# Charis Dorsum

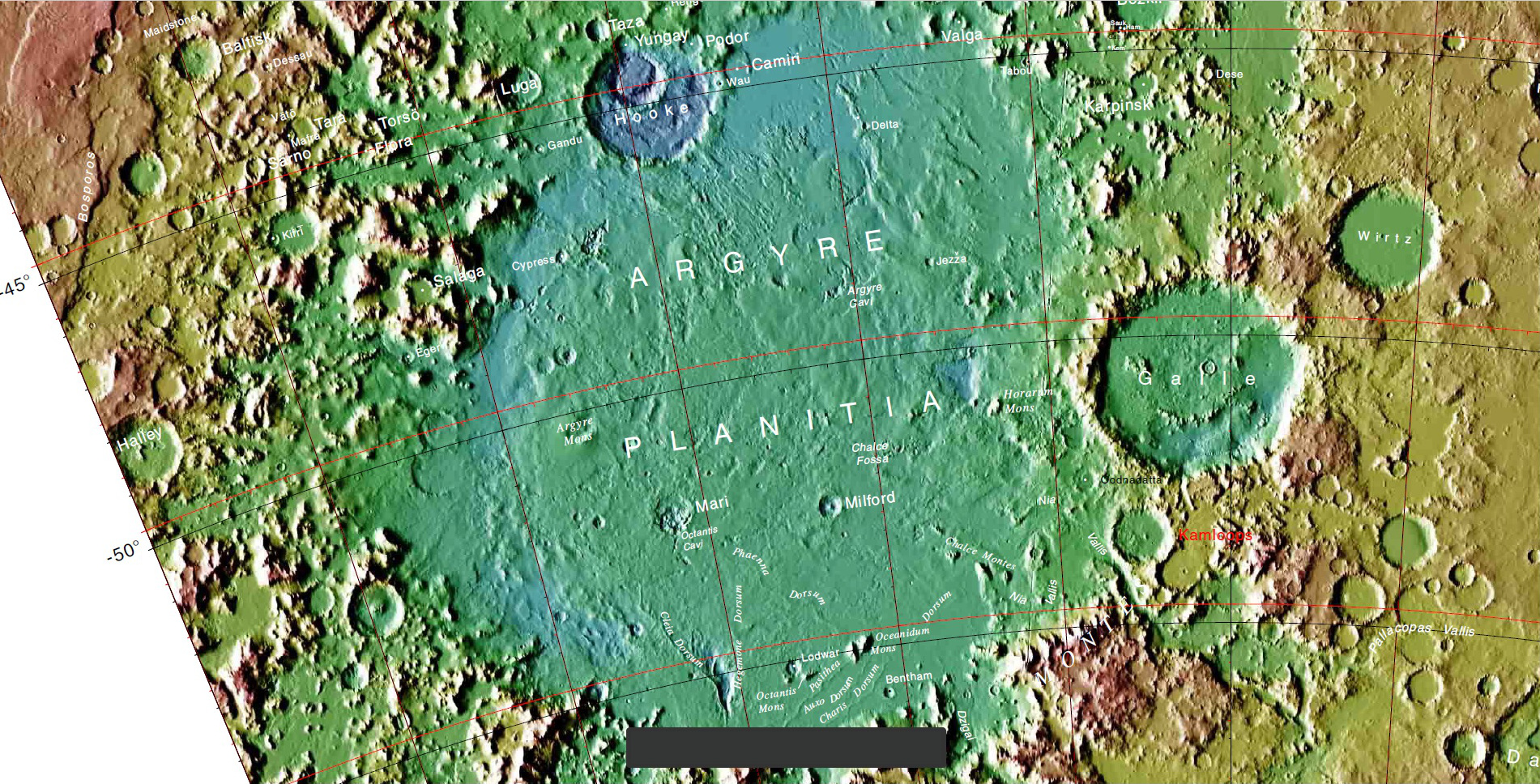
Mapa topogràfic de la zona Charis Dorsum.

Charis Dorsum és una formació geològica de tipus dorsum a la superfície de Mart, localitzada amb el sistema de coordenades planetocèntriques a -54.5 ° latitud N i 321.25 ° longitud E, que fa 251 km de diàmetre. El nom va ser aprovat per la UAI l'any 1991 i fa referència a una característica d'albedo inspirada en una de les gràcies, les Càrites.